# Охотская плита
Охотская плита, или Охотия, — континентальная литосферная плита, занимает северо-восточную часть Евразийского континента, часть Японских островов и акваторию Охотского моря. На востоке через Курильский жёлоб граничит с Тихоокеанской плитой, на юге граничит на небольшом отрезке с Филиппинской плитой. Северная и западная границы проявлены слабо и активно дискутируются. Предложено две модели: независимого движения плиты и её связанности с Северо-Американским континентом. Пока данных для принятия одной из этих моделей недостаточно.